# Liste de composés inorganiques E
| A B C D E F G H I K L M N O P R S T U V W X Y Z |

Cette liste répertorie les éléments chimiques dont le symbole commence par une même lettre, ainsi que leurs principaux composés inorganiques.
Il peut y avoir plusieurs articles pour une même molécule, et plusieurs molécules pour une même formule. Alors :
- la formule chimique renvoie aux synonymes, isomères ou polymorphes ;
- le nom renvoie aux articles respectifs.

## Erbium
| Formule chimique | Nom                                | Numéro CAS | Masse molaire | Fusion             | Ébullition | Densité |
| ---------------- | ---------------------------------- | ---------- | ------------- | ------------------ | ---------- | ------- |
| Er               | erbium                             | 7440-52-0  | 167,259       | 1 521,9 °C         | 2 862,9 °C | 9,066   |
| ErB4             | borure d'erbium(IV)                | 12310-44-0 | 210,503       | 2 450 °C           |            | 7       |
| ErB6             | hexaborure d'erbium                | 12046-33-2 | 223,125       |                    |            |         |
| ErBr3            | bromure d'erbium(III)              | 13536-73-7 | 406,961       |                    | 1 730 °C   |         |
| Er(CHO2)3        | formiate d'erbium(III)             | 15331-72-3 |               |                    |            |         |
| ErCl3            | chlorure d'erbium(III)             | 10138-41-7 | 273,618       | 776 °C             | 1 500 °C   | 4,1     |
| ErCl3•6H2O       | chlorure d'erbium(III) hexahydraté | 10025-75-9 | 381,71        | déshydr            |            |         |
| ErF3             | fluorure d'erbium(III)             | 13760-83-3 | 224,255       | 1 140 °C; 1 147 °C | 2 200 °C   | 7,8     |
| ErH3             | hydrure d'erbium(III)              | 13550-53-3 | 170,284       |                    |            | 7,6     |
| ErI3             | iodure d'erbium(III)               | 13813-42-8 | 547,973       | 1 015 °C           | 1 280 °C   | 5,5     |
| ErN              | nitrure d'erbium(III)              | 12020-21-2 | 181,267       |                    |            | 10,6    |
| ErNbO4           | niobate d'erbium(III)              | 12061-00-6 |               |                    |            |         |
| Er2O3            | oxyde d'erbium(III)                | 12061-16-4 | 382,518       | 2 418 °C           | 3 920 °C   | 8,64    |
| ErS              | sulfure d'erbium(II)               | 12159-66-9 | 199,326       | 1 730 °C           |            | 6,07    |
| Er2S3            | sulfure d'erbium(III)              | 12159-66-9 | 430,718       |                    |            |         |
| Er2(SO4)3,8H2O   | sulfate d'erbium(III) octahydraté  | 10031-52-4 | 670,769       | déshydr 110 °C     | 630 °C     | 3,2     |
| Er2(SO4)3        | sulfate d'erbium(III)              | 13478-49-4 |               |                    |            |         |
| Er2Se3           | séléniure d'erbium(III)            | 12020-38-1 | 571,4         |                    |            |         |
| ErTe             | tellurure d'erbium(II)             | 12020-39-2 | 294,86        | 1 213 °C           |            | 6,07    |
| Er2Te3           | tellurure d'erbium(III)            | 12020-39-2 | 717,32        |                    |            |         |
| ErVO4            | vanadate d'erbium(III)             | 13596-17-3 |               |                    |            |         |

## Einsteinium
| Formule chimique | Nom                         | Numéro CAS | Masse molaire | Fusion | Ébullition | Densité (g/cm3) |
| ---------------- | --------------------------- | ---------- | ------------- | ------ | ---------- | --------------- |
| Es               | einsteinium                 | 7429-92-7  | 252           |        |            |                 |
| EsBr2            | bromure d'einsteinium(II)   | 70292-43-2 |               |        |            |                 |
| EsBr3            | bromure d'einsteinium(III)  | 72461-17-7 | 491,795       |        |            |                 |
| EsCl2            | chlorure d'einsteinium(II)  | 66693-95-6 | 322,988       |        |            |                 |
| EsCl3            | chlorure d'einsteinium(III) | 24645-86-1 | 358,441       |        |            |                 |
| EsF3             | fluorure d'einsteinium(III) | 99644-27-6 | 309,078       |        |            |                 |
| EsI2             | iodure d'einsteinium(II)    | 70292-44-3 | 505,892       |        |            |                 |
| EsI3             | iodure d'einsteinium(III)   | 99644-28-7 | 632,796       |        |            |                 |
| Es2O3            | oxyde d'einsteinium(III)    | 37362-94-0 | 552,164       |        |            |                 |

## Europium
| Formule chimique | Nom                      | Numéro CAS | Masse molaire | Fusion        | Ébullition | Densité |
| ---------------- | ------------------------ | ---------- | ------------- | ------------- | ---------- | ------- |
| Eu               | europium                 | 7440-53-1  | 151,964       | 822 °C        | 1596 °C    | 5,244   |
| EuBr2            | bromure d'europium(II)   | 13780-48-8 |               |               |            |         |
| EuBr3            | bromure d'europium(III)  | 13759-88-1 |               |               |            |         |
| Eu(CHO2)3        | formiate d'europium(III) | 3252-55-9  |               |               |            |         |
| EuCl2            | chlorure d'europium(II)  | 13769-20-5 | 222,87        | 738 °C        | 2190 °C    | 4,86    |
| EuCl3            | chlorure d'europium(III) | 10025-76-0 | 258,83        | 632 °C (déc.) |            |         |
| EuF2             | fluorure d'europium(II)  | 14077-39-5 |               |               |            |         |
| EuF3             | fluorure d'europium(III) | 13765-25-8 |               |               |            |         |
| EuI2             | iodure d'europium(II)    | 22015-35-6 |               |               |            |         |
| EuI3             | iodure d'europium(III)   | 13759-90-5 |               |               |            |         |
| EuN              | nitrure d'europium(III)  | 12020-58-5 |               |               |            |         |
| Eu(NbO3)2        | niobate d'europium(II)   | 55216-32-5 |               |               |            |         |
| EuO              | oxyde d'europium(II)     | 1308-96-9  | 167,963       |               |            |         |
| EuS              | sulfure d'europium(II)   | 12020-65-4 | 184,029       | 2250 °C       |            | 5,7     |
| EuSe             | séléniure d'europium(II) |            |               |               |            |         |
| EuSi2            | siliciure d'europium(II) | 12434-24-1 |               |               |            |         |
| EuTe             | tellurure d'europium(II) | 12020-69-8 |               |               |            |         |
| EuVO4            | vanadate d'europium(II)  | 13537-11-6 |               |               |            |         |
| Eu2O3            | oxyde d'europium(III)    | 1308-96-9  | 351,926       | 2350 °C       | 4118 °C    |         |
| Eu2(SO4)3        | sulfate d'europium(III)  | 13537-15-0 |               |               |            |         |